# Espinho
Pour les articles homonymes, voir Espinho (homonymie).
Espinho est une municipalité (en portugais : concelho ou município) du Portugal, située dans le district d'Aveiro. Comprise dans la région Nord et la sous-région du Grand Porto, elle appartient à la Grande Aire Métropolitaine de Porto.
À la tête d'une municipalité urbaine de 31 786 habitants (2011) et répartie sur 21,11 km2, elle regroupe 5 paroisses (freguesia, en portugais). Espinho est délimité au nord par la municipalité de Vila Nova de Gaia, à l'est par celle de Santa Maria da Feira, au sud par Ovar et à l'ouest par l'océan Atlantique.

## Démographie
| 1900  | 1930   | 1960   | 1981   | 1991   | 2001   | 2004   | 2011   |
| ----- | ------ | ------ | ------ | ------ | ------ | ------ | ------ |
| 3 691 | 11 736 | 23 084 | 32 409 | 34 956 | 33 701 | 31 703 | 31 786 |

## Subdivisions
Depuis la loi no 11-A/2013 du 28 janvier 2013, portant réorganisation administrative du territoire des freguesias, la municipalité d'Espinho comprend 4 paroisses (freguesia en portugais) contre 5 auparavant :
- Anta e Guetim (fusion d'Anta et Guetim)
- Espinho
- Paramos
- Silvalde

## Histoire
Espinho tient son origine d'un groupe de pêcheurs qui, attirés par l'abondance de poissons à cet endroit de la côte, s'y établirent, passant la nuit dans des abris improvisés, voire sous la coque de leurs bateaux retournés.

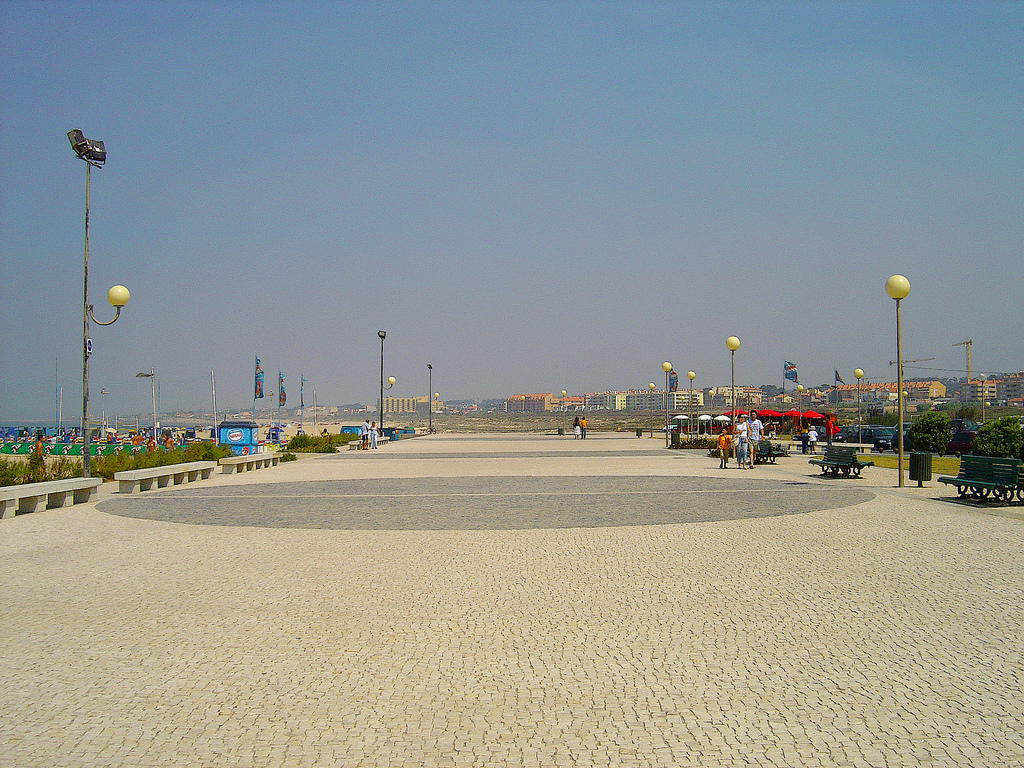
Plage de Mar Belo

À l'époque romaine existait déjà une fortification (castro), appelée Castro de Ovil, petit hameau référencé pour la première fois dans un document de 1013. La population s'était installée sur une petite colline entourée au nord et à l'est par un fossé et au sud et à l'ouest par une rivière, laquelle se trouve actuellement dans la freguesia de Paramos.
La municipalité fut créée en 1899 par la fragmentation de Santa Maria da Feira.
La dévotion religieuse des habitants de la région explique la construction au fil des siècles de nombreux monuments dédiés au culte, situés dans la ville et ses alentours. L'église Nossa Senhora da Ajuda en est un exemple, érigée en 1920, elle renvoie au style néo-romantique de la seconde moitié du XIXe siècle.
Le développement de la ville a réellement démarré avec l'arrivée du chemin de fer à la fin du XIXe siècle et la vogue des bains au début du XXe siècle. On peut encore y voir d'imposantes maisons datant de cette époque.
Espinho est une ville connue pour sa plage, son marché hebdomadaire centenaire, ses nombreux espaces dédiés au tourisme et aux loisirs et pour son Casino Solverde. Une longue promenade côtière aménagée permet de longer la côte jusqu'à Porto.
Le centre-ville a pour particularité d'être constitué de rues se croisant à angle droit et désignées par des numéros.
Espinho est à 20 minutes du centre de Porto en train.

## Événements
- Le marché hebdomadaire (a feira semanal): La ville accueille chaque lundi (sauf jour férié) le plus grand marché hebdomadaire du pays, qui s'étale sur plusieurs kilomètres. L'implantation du marché occupe une grande partie de l'Avenue 24 (depuis le centre-ville jusqu'à Silvalde), déployant ainsi une grande variété de stands et de produits. Le marché d'Espinho est caractérisé par sa zone de fruits et légumes vendus par les agriculteurs des environs, son marché au poisson tenu par des marchandes de marée (vareiras) et son négoce tzigane.
- CINANIMA: Le Festival International de Cinéma d'Animation a lieu tous les ans à Espinho, habituellement au mois de novembre. Le CINANIMA est un festival de cinéma d'animation reconnu au niveau mondial. Il fut instauré par la Coopérative d'Action Culturelle Jeunesse et par le Conseil municipal d'Espinho.
- Le Festival de Musique d'Espinho: Créé en 1974, ce festival de musique classique est organisé chaque année par l'Académie de Musique d'Espinho avec le soutien du Conseil municipal.
- L'Auditorium d'Espinho: Salle de concert, de théâtre, de danse et d'art du cirque, l'Auditorium fait partie de l'Académie d'Espinho. Il se dote d'une programmation mensuelle faisant le pari de la variété, de l'innovation et de la qualité. L'AdE (Auditório de Espinho) s'applique à garantir tous les ans une production culturelle régulière, qui se fonde sur des productions originales, des coproductions et une ouverture à tous les domaines des arts de la scène.
- Le Centre Multimédia d'Espinho: Des événements culturels divers et variés se tiennent dans le Centre Multimédia d'Espinho, dont le CINANIMA, tout comme les autres initiatives du Conseil municipal. Les passionnés d'astronomie peuvent assister à des sessions dans le planétarium, visiter la cosmothèque (bibliothèque d'astronomie) et participer aux observations astronomiques qui s'y déroulent régulièrement.

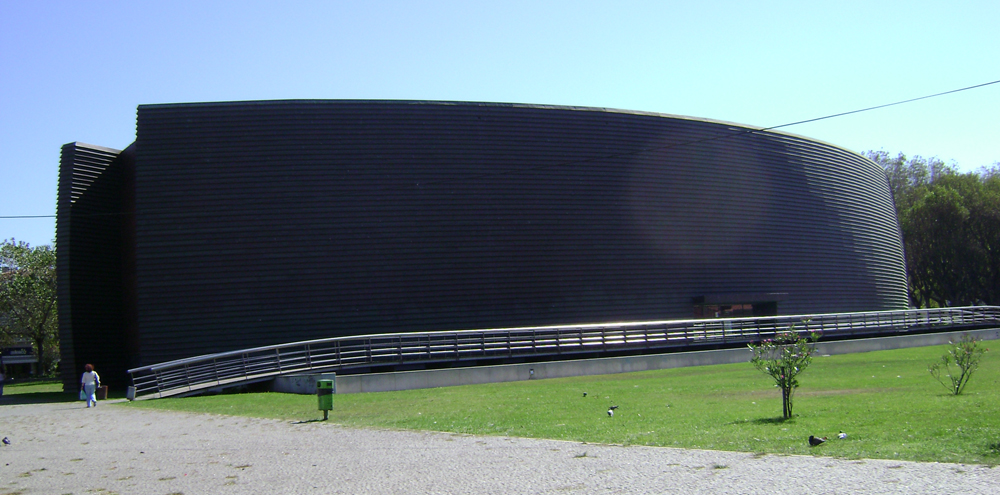
Le Centre Multimédia de la ville d'Espinho

- Des étapes des circuits mondiaux de surf et de volley de plage sont accueillies en été.
- Les Fêtes Populaires: São João, São Pedro, São Martinho, Nossa Senhora do Mar, Nossa Senhora das Dores, Nossa Senhora da Ajuda.
- Le Rendez-vous des Hommes-Statues (O Encontro de Homens-Estátua): Chaque année se tient dans le parc municipal cet événement de spectacle vivant où les participants simulent des statues.

## Infrastructure
Le Conseil municipal d'Espinho a misé sur la rénovation de son centre-ville, la construction d'une nouvelle gare ferroviaire avec ligne de chemin de fer souterraine ainsi que sur la construction d'une bibliothèque moderne, à deux pas du parc communal, qui remplacera la précédente. Ce nouvel édifice sera muni des nouvelles technologies afin de favoriser l'épanouissement scolaire des jeunes de la ville et de sa périphérie.

## Jumelage
La ville d'Espinho dans la région d'Aveiro au Portugal est jumelée avec la ville française de Brunoy dans le département de l'Essonne en région parisienne, Île-de-France.